# Monte Bove (Cile)
 Il Monte Bove è una montagna di forma piramidale con una cima glaciale a forma di sella, ubicata nel parco nazionale Alberto de Agostini, nella porzione cilena della Terra del Fuoco.

## Geografia
Con un'altitudine di 2300 m s.l.m., è una delle vette più alte dell'arcipelago della Terra del Fuoco. Sul versante orientale c'è l'omonimo ghiacciaio. Nelle giornate limpide, la vetta del Monte Bove, sempre coperto da nevi eterne, è visibile dalla città di Ushuaia.

## Storia
Il nome del monte è un eponimo in onore del sottotenente della marina militare ed esploratore italiano Giacomo Bove, che nel 1882, navigando sulla barca Cabo de Hornos, fece un spedizione scientifica nella Patagonia meridionale.
La cima fu scalata nel 1963 i protagonisti dell'ascensione furono i britannici: Eric Shipton, John Earle, Claudio Cortes e Peter Bruchhausen che aprirono via sulla ghiacciaio Holanda. La seconda salita fu nel 1991, progettata dal team di televisione spagnola (TVE) nel programma di alpinismo: Ai confini dell'impossibile. Il team era composto dallo spagnolo Tonin José Carlos Tamayo e dall'argentino Sebastian De La Cruz, il percorso utilizzato è stato quello dal ghiacciaio Chico.